# Aster (Rakete)
Die Aster ist eine europäische Flugabwehrrakete, die vom EUROSAM-Konsortium hergestellt wird. Das Konsortium ging aus der Zusammenarbeit zwischen MBDA und der Thales Group hervor. Der Name bezieht sich auf das griechische Wort aster (ἀστήρ), was Stern bedeutet. Ursprünglich nur von Italien und Frankreich vorangetrieben, kamen später das Vereinigte Königreich und Spanien hinzu. Spanien verließ die Entwicklung 1992 wieder, sodass die Aster heute nur im trinationalen Rahmen gefertigt wird.
Die Aster wurde als „Anti-Alles-Rakete“ zur Abwehr von massiven Salven aus mehreren Richtungen unter schweren elektronischen Gegenmaßnahmen konzipiert. Zu den Bedrohungen zählen schnelle, manövrierfähige Fluggeräte mit Stealth-Eigenschaften, ballistische Raketen, Anti-Radar-Raketen und überschallschnelle tieffliegende Seezielflugkörper, die im Zickzack-Flug angreifen. Die Aster ist zweistufig, bestehend aus Booster und einem Kill Vehicle (Dart) an der Spitze. Es gibt zwei Versionen mit verschieden großen Boostern.

## Geschichte
Frankreich veröffentlichte zum Jahreswechsel 1980/1981 im Alleingang ein Request for Proposal für eine gemeinsame europäische Boden-Luft-Lenkwaffe. 1986 wählte Frankreich die Aster gegenüber der konkurrierenden SAMAT aus. Der erste Test des PIF-PAF-Systems fand am 17. Juni 1987 statt. Im Februar 1987 einigten sich Frankreich und Italien auf die Entwicklung eines „Family of Anti-Air Missile Systems“ (FAMS) für Landbatterien und Schiffe. Im Juni wurde ein Letter of Intent zwischen den Rüstungsindustrien der Länder unterzeichnet, im November folgte dasselbe zwischen den Verteidigungsministerien. Das System sollte nahe und mittlere Entfernungen abdecken. Im April 1988 einigte sich die Industrie auf einen Rahmenvertrag zur Zusammenarbeit, der im Oktober von den Verteidigungsministern unterzeichnet wurde. Mitte 1988 unterzeichneten Frankreich, Italien, Großbritannien und Spanien ein Memorandum of Understanding für eine zwölfmonatige Studie, das FAMS für die NFR-90 zu nutzen, als Konkurrenz zum US-dominierten NATO Anti Air Warfare System (NAAWS). Ferner unterzeichneten im Oktober 1987 Belgien, Frankreich, die Bundesrepublik Deutschland, Italien, Niederlande, Norwegen, Spanien und das Vereinigte Königreich eine Einjahresstudie über ein zukünftiges gemeinsames europäisches Luftverteidigungssystem (Medium-range Surface-to-air Missiles, MSAM) für Landbatterien.
Im November 1988 begann die französisch-italienische-Kooperation zur Entwicklung einer streitkräfteübergreifenden Flugabwehrlenkwaffe. Mit Großbritannien und Spanien wurden Gespräche über eine Zusammenarbeit geführt. Der Arbeitsanteil wurde zu gleichen Teilen zwischen Aerospatiale und Thompson-CSF sowie Italiens Selenia aufgeteilt. Zur Feuerleitung und Datenübertragung sollte das ARABEL bzw. EMPAR verwendet werden. Bereits damals wurde zwischen der Nahbereichsvariante Aster 15 und der weiter reichenden Aster 30 unterschieden. Konzeptionell sollte der Flugkörper ein Staustrahltriebwerk mit Schubvektorsteuerung und aerodynamischen Rudern kombinieren, um eine Manövrierfähigkeit von bis zu 50 g zu erzielen. Der Flugkörper sollte mit einem Trägheitsnavigationssystem zum Ziel geführt werden, und dort mit seinem aktiven Ku-Band-Radarsucher übernehmen, welcher auf der MICA RF basiert. Im Juni 1989 wurde das EUROSAM gegründet, mit Aérospatiale (25 %), Thompson-CSF (25 %) und Selenia (50 %) als Teilhaber. Im Juli wurde das Konzept von der Industrie eingereicht. Am 8. Dezember 1989 verkündete Großbritannien, sich definitiv an der Family of Anti-Air Missile Systems (FAMS) zu beteiligen, um die Sea Dart zu ersetzen. Nach Großbritannien traten nun auch Frankreich und Italien aus dem NFR-90-Projekt aus. Mitte 1990 wurde das MoU über die 18-monatige Projektdefinitionsphase des Family of Anti-Air Missile Systems (FAMS) um vier Monate verzögert. Grund war die Unsicherheit Spaniens, welches sich nicht zwischen dem FAMS und dem NATO Anti-Air Warfare System (NAAWS) entscheiden konnte. Frankreich und Italien wollten voranschreiten, auch Großbritannien hatte im Dezember 1989 Zustimmung signalisiert. Die Aster 30 sollte dabei die Standard Missile ersetzen. Im Dezember 1990 wurde das Flugkörperkonzept der Industrie formal genehmigt. Italien und Frankreich gaben 1,8 Mrd. US-Dollar für die Entwicklung der Aster-Familie frei. Aérospatiale, Thompson-CSF und Selenia unterschrieben den Zehnjahresvertrag mit der Direction générale de l’armement (DGA), die im Auftrag der französischen und italienischen Verteidigungsministerien handelte. Die schiffgestützte Aster 15 sollte dabei ab 1996 verfügbar sein, die Aster 30 für Schiffe und Lkw später. Die Briten wollten sich mangels Interesse nicht an der Finanzierung der Aster 15 beteiligen. Spanien kam mit ins Boot, stieg aber 1992 wieder aus.
Im Juni 1995 unterzeichneten Italien und Frankreich ein Abkommen für die Vorserienproduktion. Im August wurde eine Aster 30 ohne Sucher (mit Uplink) gegen ein Luftziel abgefeuert. Im Dezember 1995 erzielte eine Aster 30 im Centre d’Essais des Landes einen Direkttreffer gegen eine tieffliegende überschallschnelle Lenkwaffe. Im darauf folgenden Jahr schlug EUROSAM Großbritannien vor, sein Programm zur Abwehr von taktischen ballistischen Raketen (TBM) mit Italien und Frankreich abzustimmen, um die Aster dafür zu ertüchtigen. Zeitgleich wurde der Phase-2-Vertrag ausgearbeitet, um mit einer weiteren Milliarde US-Dollar die Aster zur Serienreife zu führen. Eine C.22-Drohne, die in 10 m Höhe über dem Meer anflog, wurde im April 1997 von einer Aster 15 abgeschossen, die aus einer Senkrechtstartanlage an Land abgefeuert worden war. Ende des Jahres wurde eine C.22-Drohne, die im Tiefflug wieder einen Seezielflugkörper simulierte, von einer Aster 15 ohne Gefechtskopf abgeschossen. Die Rakete schlug so dicht ein, dass die Flügel der Lenkwaffe die Tragflächen der Drohne abschnitten. Die Besonderheit war, dass die Drohne durch einen Abstandsstörer gedeckt wurde. Im selben Monat wurde eine hochfliegende C.22-Drohne von einer Aster 30 abgeschossen.

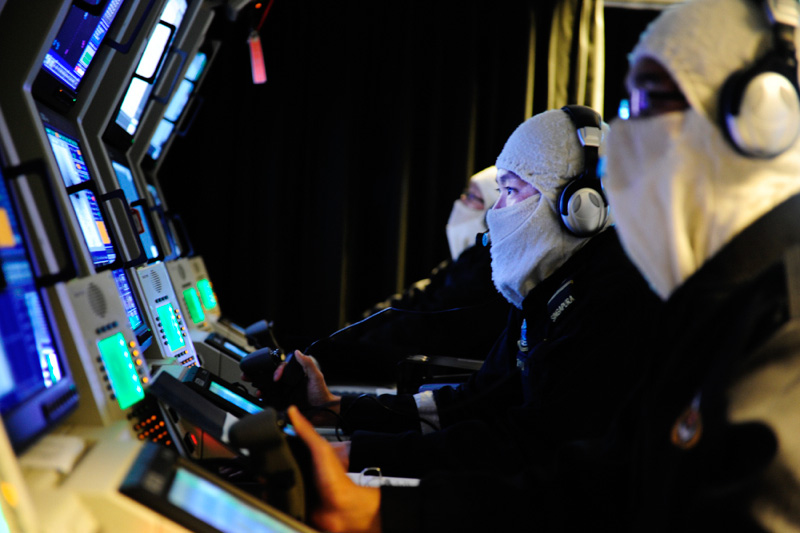
Die Operationszentrale der RSS Supreme feuert eine Aster ab

Im April 1998 feilschten Frankreich, Italien und Großbritannien um die Arbeitsanteile. Ferner sollte die Integration in die Zerstörer der Horizon- und Daring-Klasse besprochen werden. Mangels geeigneter Zieldrohnen konnten bis zu diesem Zeitpunkt noch keine Überschall-Seezielflugkörper abgeschossen werden, allerdings wurde der Gefechtskopf gegen eine simulierte SS-N-22 Sunburn erprobt. Studien zur Abwehr von TBMs mit Aster wurden erstellt. Mitte des Jahres 1999 wurde ein Vertrag über £ 1,3 Mrd. unterzeichnet, der Aster, SAMPSON, EMPAR, S1850M und die SYLVER-Senkrechtstartanlage als das „Principal Anti-Air Missile System“ (PAAMS) zu einem System verbinden sollte. Im Jahr 2000 beauftragten die Regierungen Frankreichs und Italiens die Block-1-Variante der Aster 30, welche zusammen mit Softwareänderungen am ARABEL-Radar die SAMP/T-Landbatterien zur TBM-Abwehr befähigt. Am 30. Oktober 2001 wurden die Testkampagnen der Aster 15 auf der Île d’Oléron (A610) abgeschlossen. 2002 konnte die Aster 15 in Dienst gestellt werden, und Teststarts gegen ballistische Raketen mit der Aster 30 Block 1 begannen auf dem Erprobungsgelände Salto di Quirra. Erster Nutzer der Aster 15 war der nukleare Flugzeugträger Charles de Gaulle. Ferner konnte Saudi-Arabien als erster Exportkunde gewonnen werden. Durch die Fusion von Aérospatiale und Selenia zu MBDA wird der Flugkörper ausschließlich dort gefertigt; Thales liefert nur das Radar. EUROSAM hat die Konstruktionsverantwortung und tritt als Auftragnehmer gegenüber den Kunden und OCCAR auf.
Im November 2002 wurde die Aster 15 zum ersten Mal von einem Kriegsschiff gestartet. Der Flugzeugträger Charles de Gaulle feuerte eine Aster 15 auf ein Flugziel, das in etwa 6 km Entfernung zerstört wurde. Im November 2003 schloss OCCAR mit EUROSAM im Auftrag von Frankreich, Italien und Großbritannien einen Vertrag über 3,4 Mrd. US-Dollar über die Lieferung von 1400 Aster-15- und Aster-30-Flugkörpern sowie 18 SAMP/T-Batterien ab. 2005 stellte SAMP/T seine Einsatzbereitschaft unter Beweis, als eine C.22-Drohne von einer Batterie mittels Direkttreffer vernichtet wurde. Das Zusammenspiel von ARABEL-Radar, Feuerleitstand, Starter und Flugkörper wurde so demonstriert. Einige Monate später wurde im Oktober eine Aster 30 auf zwei Mirach-100-5-Drohnen abgefeuert. Damit sollte die Abwehr einer Salve von Seezielflugkörpern demonstriert werden, wobei der Sucher zwischen beiden Zielen unterscheiden musste und nur das ihm zugewiesene angreifen sollte. Im Oktober 2010 wurde ein Ziel, das eine ballistische Mittelstreckenrakete simulierte, von einer SAMP/T über Biscarosse vernichtet, wodurch der Einsatz von ARABEL-Radar, Feuerleitstand und Aster 30 Block 1 gegen TBMs demonstriert wurde. Im April 2012 wurde ein GQM-163A Coyote Supersonic Sea Skimming Target (SSST), eine Drohne die bis zu Mach 4 erreicht und Mach 2,5 in unter 5 m Höhe, von der D620 Forbin mit einer Aster 30 abgewehrt. Im März 2013 wurde eine weitere ballistische Rakete von einer SAMP/T zerstört. Die Batterie war dabei über Link 16 an das NATO Ballistic Missile Defense Operations Center (BMDOC) in Ramstein angebunden. Eine israelische F-15C, die vom Militärflugplatz Cazaux gestartet war, feuerte eine ballistische Black-Sparrow-Rakete vom Atlantik aus auf das französische Festland in das Raketentestgelände Biscarrosse. Es war das zweite Mal in 13 Testschüssen, dass die Aster 30 Block 1 einen Direkttreffer erzielte.
Seit Anfang der 2010er Jahre wird die verbesserte Variante Aster 30 Block 1 NT (neue Technologie) produziert und ausgeliefert. Sie ist mit einem verbesserten Booster und einem neuen Ka-Band-Sucher ausgerüstet. Durch größere Energiereserven sollen ballistische Raketen mit bis zu 1500 km Reichweite abgefangen werden können. Die Reichweite der Aster 30 B1 NT soll bei rund 150 km und die maximale Flughöhe bei 25000 m liegen. Bei der Entwicklung der NT-Version war auch Großbritannien eingebunden, um diese auf den Schiffen der Daring-Klasse einsetzen zu können. Die ebenfalls angedachte Variante Aster 30 Block 2 ist eine komplette Neuentwicklung: Dabei handelt es sich um eine Zweistufenrakete mit separierbarem exoatmosphärischen Kill Vehicle mit IR-Sensor, um ballistische Raketen mit bis zu 3000 km Reichweite im Weltraum zu treffen. Beide Effektoren sollen von einem SYLVER A50 (bzw. SAMP/T) startbar sein.

## Technik

### Allgemein
Die Aster ist eine zweistufige Lenkwaffe, bestehend aus einem Flugkörper (Dart) und einem Booster. Der Dart hat einen Durchmesser von 180 mm und eine Länge von 2,6 Metern, eine Masse von 110 kg und eine Flügelspannweite von 36 cm. Die Varianten Aster 15 und Aster 30 verwenden den gleichen Dart; die Größe der Feststoffbooster ist unterschiedlich. Der kleinere Feststoffbooster wiegt über 200 kg und beschleunigt den Dart auf 1.000 m/s, der größere Booster wiegt 340 kg und beschleunigt den Dart auf 1.400 m/s. Der große Booster brennt 3,5 Sekunden lang, die Aster 30 erreicht dabei Hyperschallgeschwindigkeit. Die Gesamtlänge und -masse beträgt somit 4,2 m und 310 kg für Aster 15 und 5,2 m und 450 kg für Aster 30.
Der Dart, manchmal auch als Kill Vehicle bezeichnet, besteht im Prinzip aus vier Teilen, von vorn nach hinten: Dem Sucher mit Elektronik, dem Gefechtskopf, den Schubdüsen in der Mitte der Rakete und dem Marschtriebwerk mit Düse und Rudern. Um Sättigungsangriffe durch massierte Salven zu vermeiden, werden die Lenkwaffen durch ein Trägheitsnavigationssystem mit Laserkreisel und einen Datenlink an das Ziel herangeführt, bis der Sucher übernimmt. Der aktive AD4A-Radarsucher wurde von der MICA übernommen, und arbeitet im Ku-Band mit Puls-Doppler-Radar im Frequenzbereich zwischen 12 und 18 GHz. Gegenüber dem AD4 der MICA wurde der Tastgrad angepasst, um die Sendeleistung zu erhöhen, und die maximale Annäherungsgeschwindigkeit des Kontaktes sowie die Entfernungsauflösung erhöht. Die Aufschalt- und Verfolgealgorithmen wurden modifiziert. Neben Clutter-Unterdrückung verfügt der Sucher auch über Home-on-jam. Sobald der Sucher das Ziel erfasst hat, wird es per Proportionalnavigation angeflogen. Die gesamte Software des Flugkörpersystems ist in Ada geschrieben, wobei während der Entwicklung über 150.000 Zeilen Fortran-Code für die Kinematiksimulation nötig waren.
Die Aster wurde als Hit-To-Kill-Waffe ausgelegt, d. h. das Ziel wird in der Regel durch einen Direkttreffer vernichtet. Entsprechend klein ist der Gefechtskopf, der nur 15 kg wiegt. Der Gefechtskopf ist fokussierbar, wobei der Vernichtungsradius je nach Quelle 2 m oder 5 m beträgt. Es werden zwei Arten von Splittern erzeugt, wobei die leichtesten vier Gramm schwer sind. Neben Direkttreffern kann der Splittergefechtskopf auch durch einen Ku-Band Abstandszünder aktiviert werden. Dieser sendet mit einer pseudozufälligen phasenkodierten Wellenform.

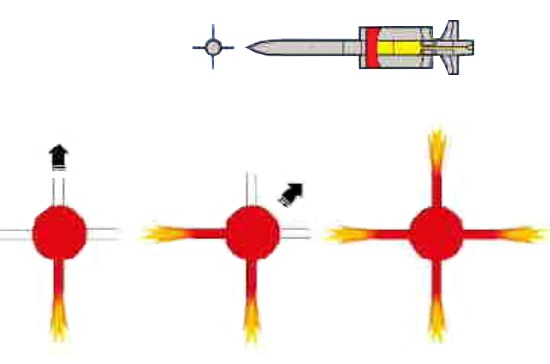
Das PIF-PAF-System des Kill Vehicle

Als Besonderheit verfügt die Aster über das PIF-PAF-System. PIF-PAF steht für Pilotage en Force / Pilotage Aerodynamique Fort (Steuerung durch Kraft / Steuerung [durch] kräftige Aerodynamik) und beschreibt das Zusammenspiel aus Schubsteuerung in der Mitte des Flugkörpers und den vier aerodynamischen Steuerflächen am Ende der Waffe, welche aus einer superplastisch verformten Titanlegierung gefertigt sind. Die vier Schubdüsen befinden sich nahe dem Schwerpunkt der Waffe. Diese sind in den Tragflügeln angeordnet und blasen durch die Flügelspitzen aus. Auf Befehl des Steuerungscomputers können diese laterale Schubkräfte erzeugen, um die Waffe durch seitliche Verschiebung näher an das Ziel zu führen. Ferner wird die Reaktionszeit gegenüber einer aerodynamischen Steuerung von einer zehntel Sekunde auf eine hundertstel Sekunde reduziert. Die Gase für die Schubdüsen werden durch einen zweiten integrierten Raketenmotor erzeugt, der nur über die vier Düsen abblasen kann und sich vor dem Marschtriebwerk befindet. In älterer NATO-Fachliteratur ist dieser zweiteilig, um eine Verschiebung des Schwerpunktes beim Abbrand zu vermeiden. In modernen Zeichnungen, siehe links, ist dieser nur einteilig dargestellt. Durch das PIF-PAF-System soll die Trefferquote gegen hochmanövrierfähige Ziele wie moderne Seezielflugkörper verbessert werden. Regelungstechnisch gesehen kann durch das PIF-System der Dynamikfehler der aerodynamischen Steuerung ausgeglichen werden (PAF), was die Fehldistanz reduziert. Ferner können damit auch bei geringen Geschwindigkeiten und großen Höhen hohe g-Kräfte erflogen werden. Der Dart kann Lastvielfache von 60 g rein aerodynamisch erfliegen sowie bis zu 12g durch Schubdüsen gewinnen.
Im Prinzip erfolgt die Steuerung wie bei dem Multiple Kill Vehicle oder dem Kill Vehicle der SM-3 durch Schubdüsen im Schwerpunkt, nur dass Ziele innerhalb der Erdatmosphäre bekämpft werden. Da der Aufbau des Flugkörpers modular ist, kann die Raumaufteilung zwischen PIF-PAF-Gasgenerator und Marschtriebwerk geändert werden. Das Optimum hängt dabei von der Art des Zieles ab; die gegenwärtige Konfiguration ist dabei auf die Bekämpfung von atmosphärischen Zielen optimiert. Allerdings wurde der Dart auch in simulierten Höhen von über 20 km getestet. In älterer NATO-Fachliteratur stellte Aérospatiale auch eine Variante des Dart vor, der ein Ramjet als Marschtriebwerk hat, für große Reichweiten in der Atmosphäre.

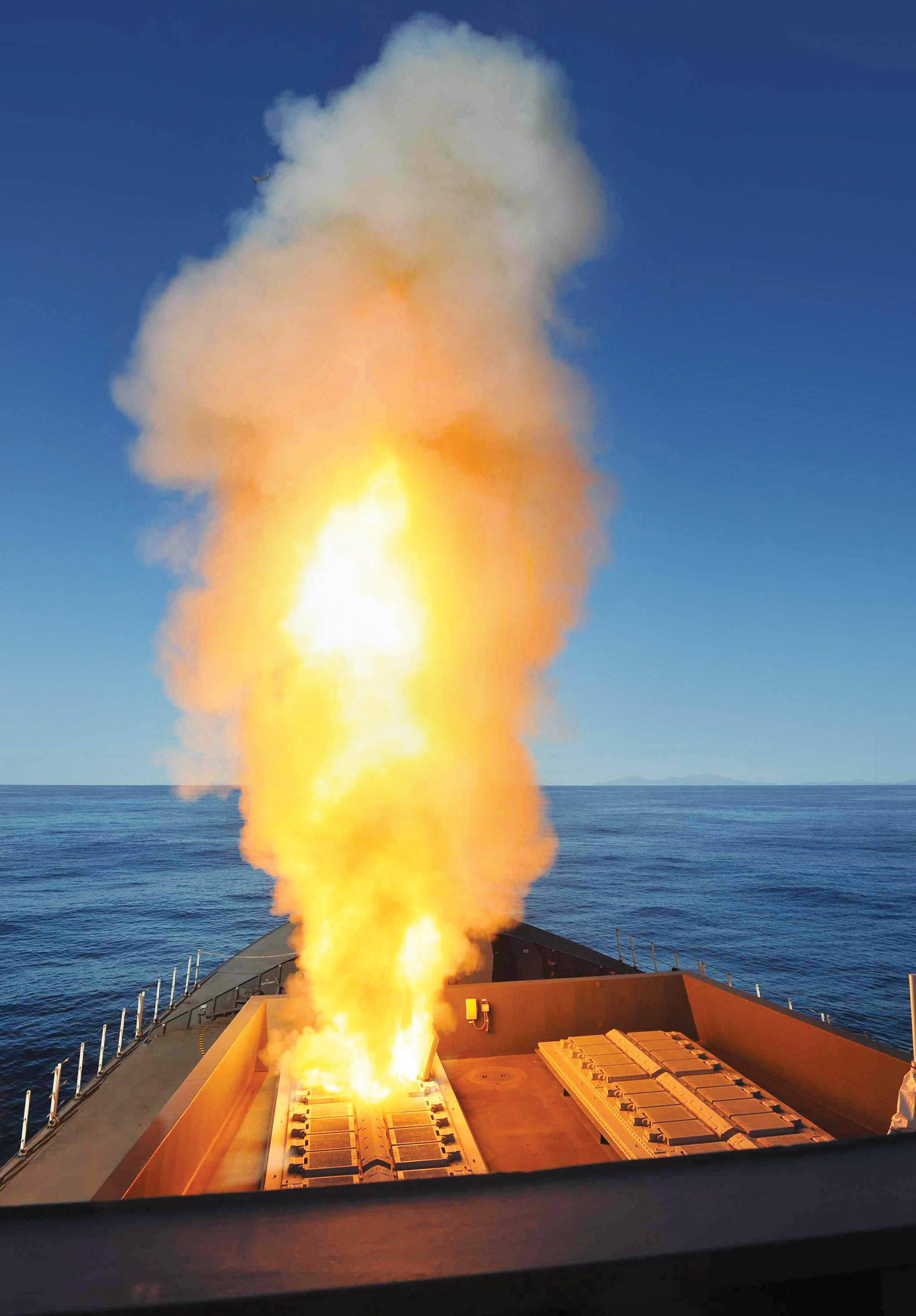
HMS Diamond (D34) startet eine Aster

Die Marschtriebwerke und Booster werden von Avio hergestellt. Das Marschtriebwerk ist ein Feststoffraketenmotor, welcher der Aster 15 eine mittlere Marschgeschwindigkeit von 800 m/s garantiert. Bei der Aster 30 sind es 950 m/s. Das Triebwerk verbrennt Hydroxyl-terminiertes Polybutadien (HTPB), wobei der Motor innen aus Hitzeschutzgründen mit Ethylen-Propylen-Dien-Kautschuk (EPDM) ausgekleidet ist. Die Booster werden aus CFK-Prepregs hergestellt und mit Titan-Einlagen versteift. Das Feststoffraketentriebwerk des Boosters erzeugt durch zwei vollbewegliche Schubvektordüsen die Antriebs- und Steuerkräfte, wobei hier auch Graphiteinlagen eingesetzt werden. Die Flügel der Booster sind ausklappbar und bestehen aus CFK-Haut auf Metallgerippe.

### Reichweite
Die Reichweite der Aster unterlag seit dem Projektstart einer ausgeprägten Desinformationskampagne: 1988 wurden für die Aster 15 etwa 10 km Reichweite gegen Ziele mit Mach 2,5 und 16g-Manövern angegeben, und 30 km für die landgestützte Aster 30 sowie 55 km für die seegestützte Version. 1991 wurde die Reichweite der Aster 15 mit „über 8 km“ angegeben, und über 25 km, über 40 km und über 10 km für die Aster 30, jeweils mit unterschiedlichen Startplattformen. 1997 wurde die Reichweite der Aster 15 gegen ein Ziel mit Mach 2,5 und 15g-Manövern mit 10 km angegeben, sowie 17 km Reichweite gegen Flugzeuge. Für die Aster 30 wurden 30 km gegen Lenkwaffen und 70 km gegen Flugzeuge angegeben.
Inzwischen wird die Reichweite meist mit 30 km für Aster 15 und 70, 100 oder 120 km für Aster 30 angegeben. Die Im Oktober 2024 erstmals gestartete neue Aster 30 B1NT soll nach Herstellerangaben eine Reichweite von 150 km aufweisen.

## Varianten
- Aster 15: Flugabwehrlenkwaffe für den Nahbereich. Kombiniert das Kill Vehicle mit einem kleinen Booster.[3]
- Aster 30: Flugabwehrlenkwaffe für mittlere Entfernungen. War ursprünglich die Bezeichnung für die Land-Luft-Variante. Der Booster ist für hohe Beschleunigung optimiert.[3] Die Variante Block 1 besitzt verbesserte Sucher, Zünder und Signalverarbeitung, und einen Gefechtskopf mit schwereren Splittern.[27] Die Aster 30 kann taktische ballistische Raketen mit bis zu 600 km Reichweite bekämpfen.[18]
- Aster 30 Block 1 NT: Die Block 1 NT hat einen verbesserten Booster, eine neue Software sowie einen neuen Ka-Band-Suchkopf. Weiter kann das neue Ground Fire-Multifunktionsradar von Thales eingesetzt werden. Dieses verwendet Galliumnitrid-Transmitter und hat eine Reichweite von über 400 km. Mit der Aster 30 Block 1 NT können ballistische Mittelstreckenraketen mit einer Maximalreichweite von 1500 km abgefangen werden.[26][35][36][37]
- Aster 30 Block 2: Komplett neu entwickelte Rakete. Zweistufenrakete mit separierbarem exoatmosphärischen Kill Vehicle mit IR-Sensor, um ballistische Raketen mit bis zu 3000 km Reichweite in Höhen bis 70 km zu treffen. Befindet sich in Entwicklung.[26]
- Aster 45: Fiktive Flugabwehrlenkwaffe für mittlere Entfernungen. War ursprünglich die Bezeichnung für die See-Luft-Variante der Aster 30. Sollte einen anderen Booster nutzen, der für hohe Reichweiten optimiert sein sollte. Projekt eingestellt.[3]
- Aster 60: Hypothetische, spezialisierte Variante zur Abwehr von ballistischen Raketen. Projekt eingestellt.[3]

## Kriegseinsätze

### Russischer Überfall auf die Ukraine
Der erste Kriegseinsatz der Aster erfolgte im Rahmen des Russischen Überfalls auf die Ukraine. Frankreich und Italien lieferten den Ukrainischen Streitkräften im Juni 2023 eine SAMP/T-Batterie. Diese wird im Großraum von Kiew eingesetzt. Bis im Oktober 2024 startete diese Batterie rund 60 Aster-Lenkflugkörper gegen russische Flugziele. Gemäß dem Sprecher der ukrainischen Luftwaffe, sei Aster in der Lage alle Arten von Flugzeugen, Drohnen sowie Raketen abzuschießen. Im März 2025 haben sich die Bestände der ukrainischen Aster-Raketen erschöpft und die Ukraine fragte Frankreich und Italien um Nachschub.

### Krise am Roten Meer
Der zweite Einsatz der Aster erfolgte im Kontext der Krise am Roten Meer. Ab Oktober 2023 führte die politisch-militärische Bewegung Ansar Allah im Zusammenhang mit dem Krieg in Israel und Gaza Angriffe im Bereich der Handelswege durch den Golf von Aden, die Meeresenge am Bab al-Mandab und das Rote Meer durch. Dazu verfügte sie über unbemannte Kampf-Luftfahrzeuge (Drohnen), unbemannte Wasserfahrzeuge, Marschflugkörper, Seezielflugkörper sowie ballistische Raketen unterschiedlicher Reichweiten, die die Quds-Einheit der Islamischen Revolutionsgarde auf Basis iranischer Entwürfe zur Verfügung stellt bzw. fertigen lässt.
Am 9. Dezember 2023 fand im Roten Meer durch die französische Fregatte Languedoc (D653) sowohl der erste Einsatz der Aster 15 gegen zwei unbemannte Luftfahrzeuge als auch das erste Flugabwehrgefecht der Fregattenbauart FREMM überhaupt statt. In der Nacht vom 15. auf 16. Dezember 2023 setzte HMS Diamond beim ersten britischen Flugabwehrgefecht seit dem Einsatz von HMS Gloucester im Golfkrieg 1991 ebenfalls zum ersten Mal eine Aster (bei der Royal Navy als Sea Viper bezeichnet) gegen ein unbemanntes Luftfahrzeug ein. Im Rahmen der Operation EUNAVFOR Aspides wurden am 21. März 2024 erstmals Aster 30 unter Gefechtsbedingungen eingesetzt, als die französische Fregatte Alsace über dem Roten Meer drei ballistische Raketen der Ansar Allah abfing. Bis im Oktober 2024 wurden von den Schiffen rund 40 Aster-Lenkflugkörper gegen Luftziele und Raketen gestartet.

## Nutzer
Die zurzeit einzige Anwendung an Land ist der Einsatz von sechs Starterfahrzeugen mit je acht Aster 30 bei den SAMP/T-Batterien (sol-air moyenne portée / terrestre). Maritime Nutzer benötigen mindestens eine Senkrechtstartanlage für Flugkörper vom Typ SYLVER A43 für Aster 15. Die längere Variante A50 kann auch Aster 30 aufnehmen, die längste Version A70 ebenfalls.
 Algerien
- Dockschiff Kalaat Béni Abbès

 Frankreich

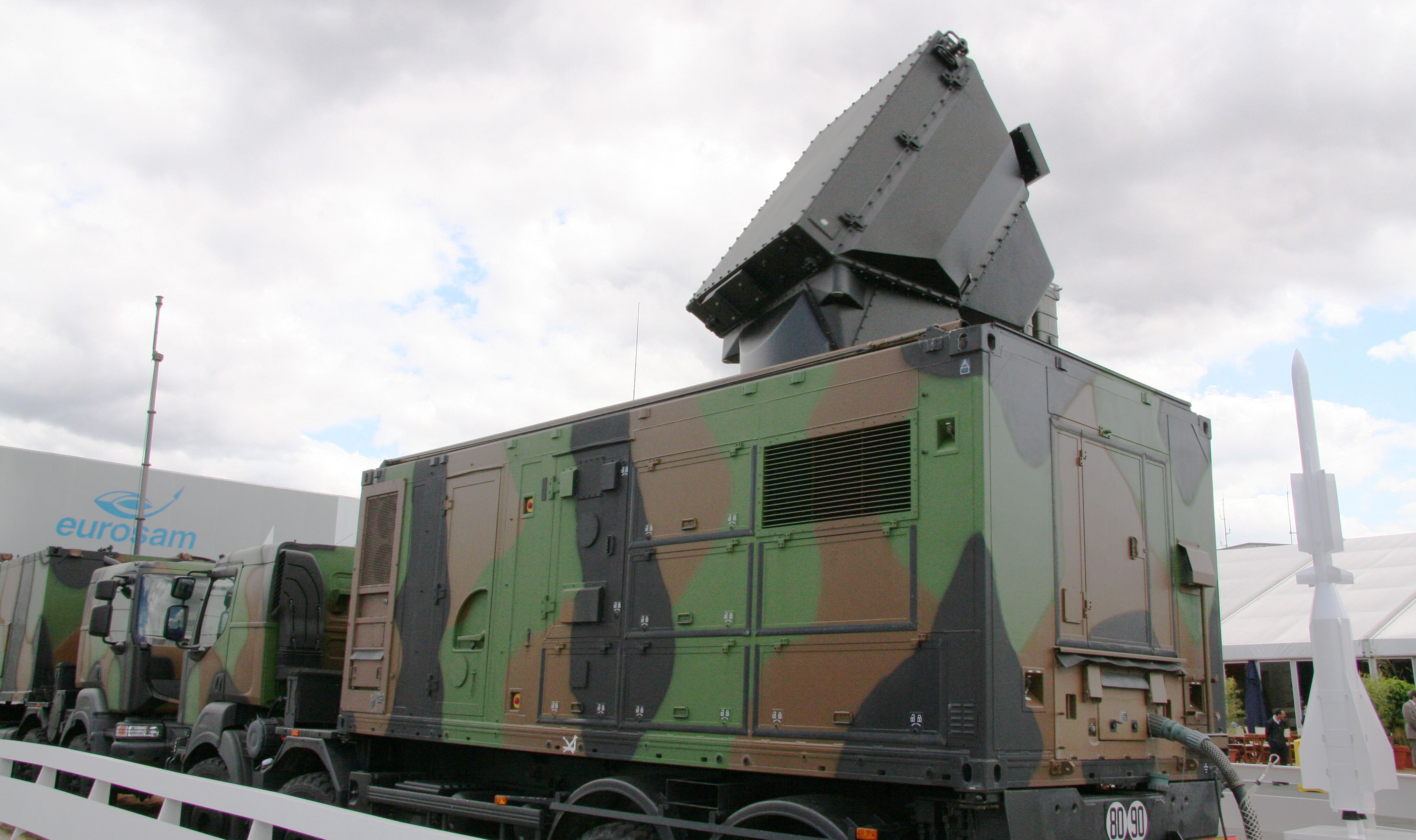
ARABEL-Radar des SAMP/T-Systems

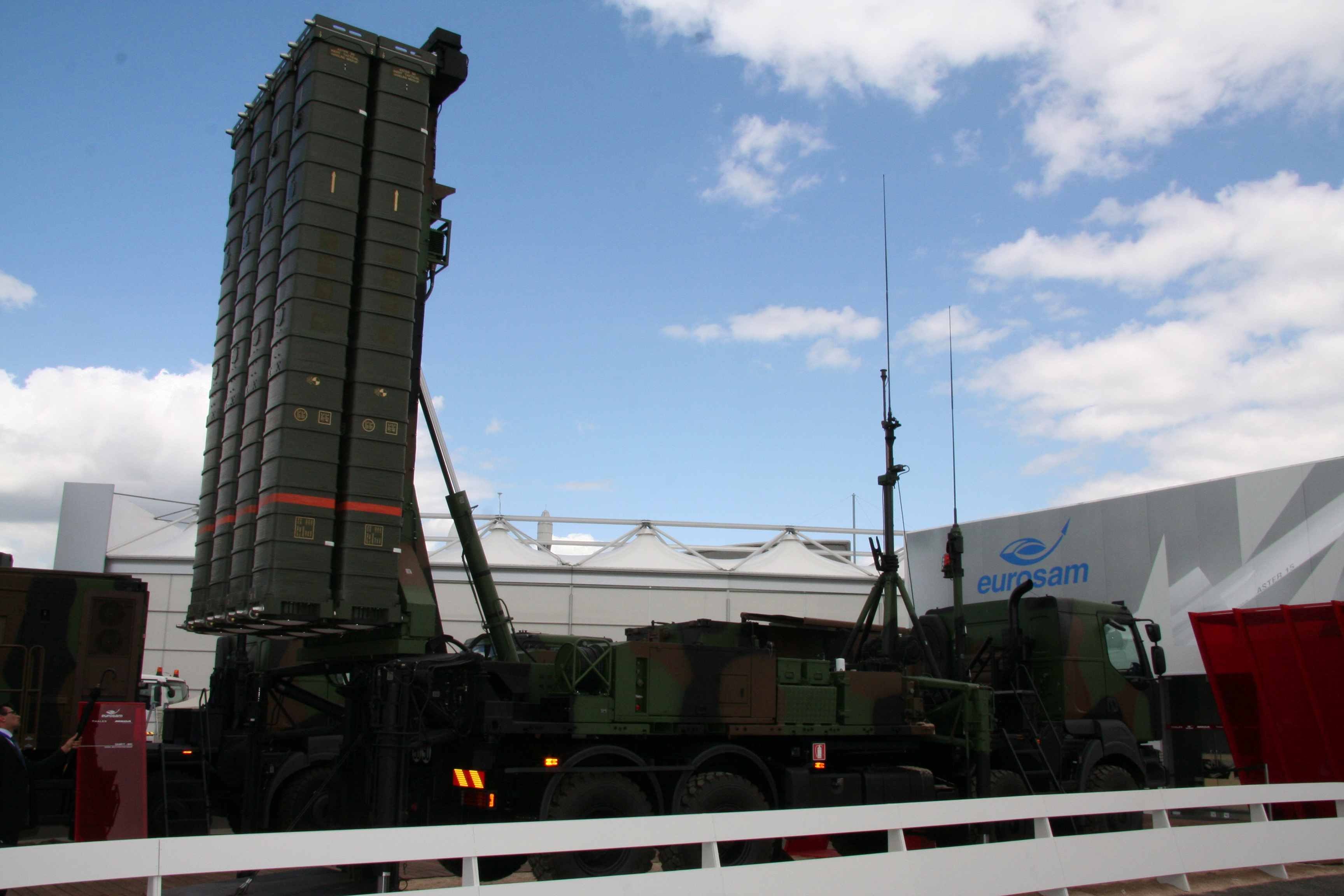
SAMP/T-Starter mit acht Aster 30

- La-Fayette-Klasse, VLS-Zellen nachrüstbar
- Flugzeugträger Charles de Gaulle, Aster 15
- Horizon-Klasse
- FREMM
- Amiral-Ronarc’h-Klasse
- 12 SAMP/T, genannt MAMBA
- Am 18. September 2024 gab der französische Verteidigungsminister Sébastien Lecornu bekannt, dass acht SAMP/T NG bestellt wurden.[49]

 Italien
- Träger Cavour, Aster 15
- Horizon-Klasse
- FREMM
- 6 SAMP/T
- 10 SAMP/T NG[49]

 Marokko
- FREMM-Fregatte Mohammed VI

 Saudi-Arabien
- Al-Riyadh-Klasse, Aster 15

 Singapur
- Formidable-Klasse
- 1 SAMP/T[50]

 Ukraine
- 1 SAMP/T[51]

 Vereinigtes Königreich
- Typ 45 Daring-Klasse, im Sprachgebrauch der Royal Navy wird das Kampfsystem PAAMS mitsamt der Aster-Flugkörper als „Sea Viper“ bezeichnet